# Manchester Central (circonscription britannique)
Pour les articles homonymes, voir Manchester Central.

Manchester Central dans le Grand Manchester.

La circonscription de Manchester Central est une circonscription électorale anglaise située dans le Grand Manchester et représentée dans la Chambre des communes du Parlement britannique.